# Sacha Theocharis
Sacha Theocharis (ur. 19 listopada 1990 w Bron) – francuski narciarz dowolny. Specjalizuje się w jeździe po muldach. W 2013 roku wystartował na mistrzostwach świata w Voss, zajmując 23. miejsce w muldach podwójnych i 31. miejsce w jeździe po muldach. Podczas rozgrywanych dwa lata później mistrzostw świata w Kreischbergu był między innymi ósmy w jeździe po muldach. Na mistrzostwach świata w Sierra Nevada w 2017 roku był czwarty w muldach podwójnych, przegrywając walkę o podium ze Szwajcarem Marco Tadé. W 2018 roku wystartował na igrzyskach olimpijskich w Pjongczangu, gdzie był dziewiąty w jeździe po muldach.
W zawodach Pucharu Świata zadebiutował 15 grudnia 2010 roku w Meribel, zajmując 34. miejsce w muldach podwójnych. Pierwsze pucharowe punkty zdobył 26 lutego w miejscowości Mariánské Lázně, gdzie w tej samej konkurencji zajął 21. miejsce. Na podium zawodów tego cyklu po raz pierwszy stanął 21 stycznia 2017 roku w Saint-Côme, kończąc jazdę po muldach na drugiej pozycji. Rozdzielił tam na podium Kanadyjczyka Mikaëla Kingsbury'ego i Waltera Wallberga ze Szwecji.

## Osiągnięcia

### Igrzyska olimpijskie
| Miejsce | Dzień     | Rok  | Miejscowość | Konkurencja      | Zwycięzca        |
| ------- | --------- | ---- | ----------- | ---------------- | ---------------- |
| 9.      | 12 lutego | 2018 | Pjongczang  | Jazda po muldach | Mikaël Kingsbury |

### Mistrzostwa świata
| Miejsce | Dzień       | Rok  | Miejscowość   | Konkurencja      | Zwycięzca          |
| ------- | ----------- | ---- | ------------- | ---------------- | ------------------ |
| 31.     | 6 marca     | 2013 | Voss          | Jazda po muldach | Mikaël Kingsbury   |
| 23.     | 8 marca     | 2013 | Voss          | Muldy podwójne   | Alexandre Bilodeau |
| 8.      | 18 stycznia | 2015 | Kreischberg   | Jazda po muldach | Anthony Benna      |
| 23.     | 19 stycznia | 2015 | Kreischberg   | Muldy podwójne   | Mikaël Kingsbury   |
| 8.      | 8 marca     | 2017 | Sierra Nevada | Muldy            | Ikuma Horishima    |
| 4.      | 9 marca     | 2017 | Sierra Nevada | Muldy podwójne   | Ikuma Horishima    |
| 9.      | 8 marca     | 2021 | Ałmaty        | Jazda po muldach | Mikaël Kingsbury   |
| 15.     | 9 marca     | 2021 | Ałmaty        | Muldy podwójne   | Mikaël Kingsbury   |

### Puchar Świata

#### Miejsca w klasyfikacji generalnej
- sezon 2010/2011: 186.
- sezon 2011/2012: 86.
- sezon 2012/2013: 111.
- sezon 2013/2014: 286.
- sezon 2014/2015: 104.
- sezon 2015/2016: 152.
- sezon 2016/2017: 65
- sezon 2017/2018: 46.
- sezon 2018/2019: 153.
- sezon 2019/2020: 42.

#### Miejsca na podium w zawodach
1. Saint-Côme – 21 stycznia 2017 (jazda po muldach) – 2. miejsce